# Alta Floresta Aeroporto
Alta Floresta Aeroporto är en flygplats i Brasilien.   Den ligger i kommunen Alta Floresta och delstaten Mato Grosso, i den centrala delen av landet, 1 100 km nordväst om huvudstaden Brasília. Alta Floresta Aeroporto ligger 288 meter över havet.
Terrängen runt Alta Floresta Aeroporto är platt. Närmaste större samhälle är Alta Floresta, 2,4 km öster om Alta Floresta Aeroporto.
Omgivningarna runt Alta Floresta Aeroporto är huvudsakligen savann. Runt Alta Floresta Aeroporto är det mycket glesbefolkat, med 5 invånare per kvadratkilometer.